# CJD Feuerbach
CJD Feuerbach (före 1987 SG/JDZ Feuerbach) var en volleybollklubb från Feuerbach i Stuttgart, Tyskland. Laget vann tyska mästerskapet 1989, 1990 och 1991, tyska cupen 1987, 1988, 1989 och 1990. De vann dessutom den europeiska cuptävlingen CEV Cup (numera kallad CEV Challenge Cup) 1983.
Spelarna bytte 1993 till Sportvg Feuerbach och 1996 slutade klubben med tävlingsidrott.